# Delusions of Grandeur
Delusions of Grandeur es el cuarto álbum de estudio de la banda de hard rock noruega Sahg, publicado originalmente el 25 de octubre de 2013, bajo el sello discográfico noruego Indie Recordings. Es el primer álbum conceptual de la banda, con el tema de los delirios de grandeza o la megalomanía.
Kvitrafn, el baterista original de la banda, ha colaborado en la grabación de "Walls Of Delusion".
Se realizó un video musical animado para "Slip off the Edge of the Universe", dirigido por Alexander Lillevik.
El 12 de febrero de 2014 Metal Blade Records estrenó la canción "Firechild" del álbum en América del Norte en el blog de la música extrema unción, antes de su lanzamiento oficial en América del Norte el 18 de febrero de 2014.

## Estilo musical
Delusions of Grandeur marca un punto de inflexión hacia un sonido más experimental y un género stoner rock psicodélico, radicalmente diferente del estilo de heavy metal tradicional de los tres discos anteriores de la banda.
Las letras cuentan la historia de un hombre que pierde lentamente la comprensión de todo lo que ha aprendido y experimentado a lo largo de su vida y entra en un gran estado imaginario en el que experimenta cada vez más graves delirios de grandeza.

## Arte de la cubierta
El arte de la cubierta (creado por el ilustrador Robert Høyem) presenta un astronauta imaginario en un colorido fondo psicodélico y formas geométricas. En este sentido, dijo Olav Iversen en una entrevista:

No es una crítica directa de los programas espaciales, es más una metáfora, como usted dice. Pero se puede pensar en tratar de explorar e invadir el espacio si lo desea. Usted puede mirar eso como un delirio de grandeza también. Antes de que ocurriera, supongo que mucha gente pensara en ella como delirios de grandeza: "No, nunca va a suceder, nunca aterrizar en la Luna" y todo eso, pero sucedió. Esa atmósfera espacio es más una metáfora del universo que esta persona que contara el cuento termina en porque se deja andar clase de la realidad, y se aísla en su propio universo mental donde puede convertirse en el más poderoso.

## Lista de canciones
Todas las letras compuestas por Olav Iversen, música por Sahg, expecto donde se indica.

| N.º | Título                              | Escritor(es)    | Duración |  |
| 1.  | «Slip Off The Edge Of The Universe» |                 | 5:54     |  |
| 2.  | «Blizzardborne»                     |                 | 5:36     |  |
| 3.  | «Firechild»                         |                 | 5:05     |  |
| 4.  | «Walls Of Delusion»                 |                 | 6:27     |  |
| 5.  | «Ether»                             | Iversen, Vetaas | 5:09     |  |
| 6.  | «Then Wakens The Beast»             |                 | 4:42     |  |
| 7.  | «Odium Delirium» (Instrumental)     |                 | 2:33     |  |
| 8.  | «Sleeper's Gate To The Galaxy»      |                 | 11;38    |  |

## Personal

### Sahg
- Olav Iversen - voces, guitarras
- Tony Vetaas - bajo, voz
- Thomas Tofthagen - Guitarra
- Thomas Lønnheim - Batería, Percusión

### Músicos invitados
- Einar "Kvitrafn" Selvik - percusión, voz (pista 4)
- Iver Sandøy - Voz (adicionales), Percusión, Piano, Moog, Sonidos analógicos

### Producción e ingeniería
- Iver Sandøy - Productor, mezcla, masterización
- Robert Høyem - Diseño
- Jarle Hovda Moe - Fotografía
- Noruega, Alemania, Austria y Suecia fecha de lanzamiento: 25 de octubre de 2013.
- Resto del mundo: 28 de octubre de 2013.